# Депозит
Депозит или учешће је облик плаћања која се користи у контексту куповине скупих предмета као што су аутомобил или кућа, при чему је у питању унапред дат иницијални део од укупног доспелог износа и углавном се даје у готовини у тренутку завршетка трансакције. Затим се захтева кредит или износ у готовини да се изврши исплата укупног износа.
Главна сврха депозита јесте да осигура да институција за кредитирање има довољно капитала за стварање кредитног новца у систему делимичних резерви, као и да поврати део дуга у случају да зајмопримац не измири обавезе. 
У некретнинама, депозит се користи као залог са циљем да осигура зајмодавца у случају да зајмопримац не исплати дуг. У случају да зајмопримац не отплати кредит, зајмодавац је законски овлашћен да прода имовину и задржи део прихода који је довољан да покрије преостали износ кредита, укључујући накнаде и камату. Депозит у овом случају смањује ризик зајмодавца на ниво испод вредности залога, чинећи вероватније да ће зајмодавац повратити пун износ у случају неизвршења обавеза.
Износ депозита одређује у којој мери је дужник заштићен од различитих фактора који могу смањити вредност залога, као и губитак профита између времена последње исплате и евентуалне продаје залога.
Осим тога, уз плаћање учешћа показује се да је дужник способан да подигне одређену количину новца за дугорочне инвестиције, што може захтевати зајмодавац као доказ да је зајмопримац финансијски стабилан и да се не задужује за већи износ од износа који поседује.
У случају да зајмопримац није у могућности да отплати зајам у целини, он/она губи износ депозита.

## Износи
У САД депозити за куповину кућа обично варирају између 3,5% и 20% од куповне цене. Федерална администрација за становање, се залагала за смањење износа депозита од свог оснивања 1934. године, а тренутно, зајмопримци који се квалификују за кредит од стране федералне администрације плаћају депозит у износу од свега 3,5%. Због пораста цене кућа у периоду од 2000. до 2007. године, зајмодавци су били спремни да прихвате ниже износе депозита или никакав износ (било кроз 100% финансирање од стране зајмодавца, плаћање депозита уз помоћ продавца, државне институције за обезбеђивање депозита, или пружањем могућности комбинације 80% примарних и 20% секундарних хипотека, тако да више појединаца може приуштити куће које ће им представљати основно станиште. Тренутно, у Сједињеним Америчким Државама, Одељење за питања ветерана, нуди 100% финансирање за ветеране који испуњавају услове. Програм такође нуди 100% хипотекарних кредита без учешћа. Ови кредити су доступни као директни или зајамчени кредити и понуђени су за квалификовање зајмопримаца који купују кућу у руралном подручју. Већина агенција за стамбено финансирање нуди помоћ при плаћању. У 2013. години агенције пружају програм који пружа помоћ квалификованим купцима до 3% износа кредита. Новац из државних стамбених агенција може се користити као депозит или за покривање трошкова.
Већи је ризик за зајмодавце када појединци купују кућу као инвестициону имовину. Стога, зајмодавац може да наплати вишу каматну стопу и очекује веће учешће.